# Сакая

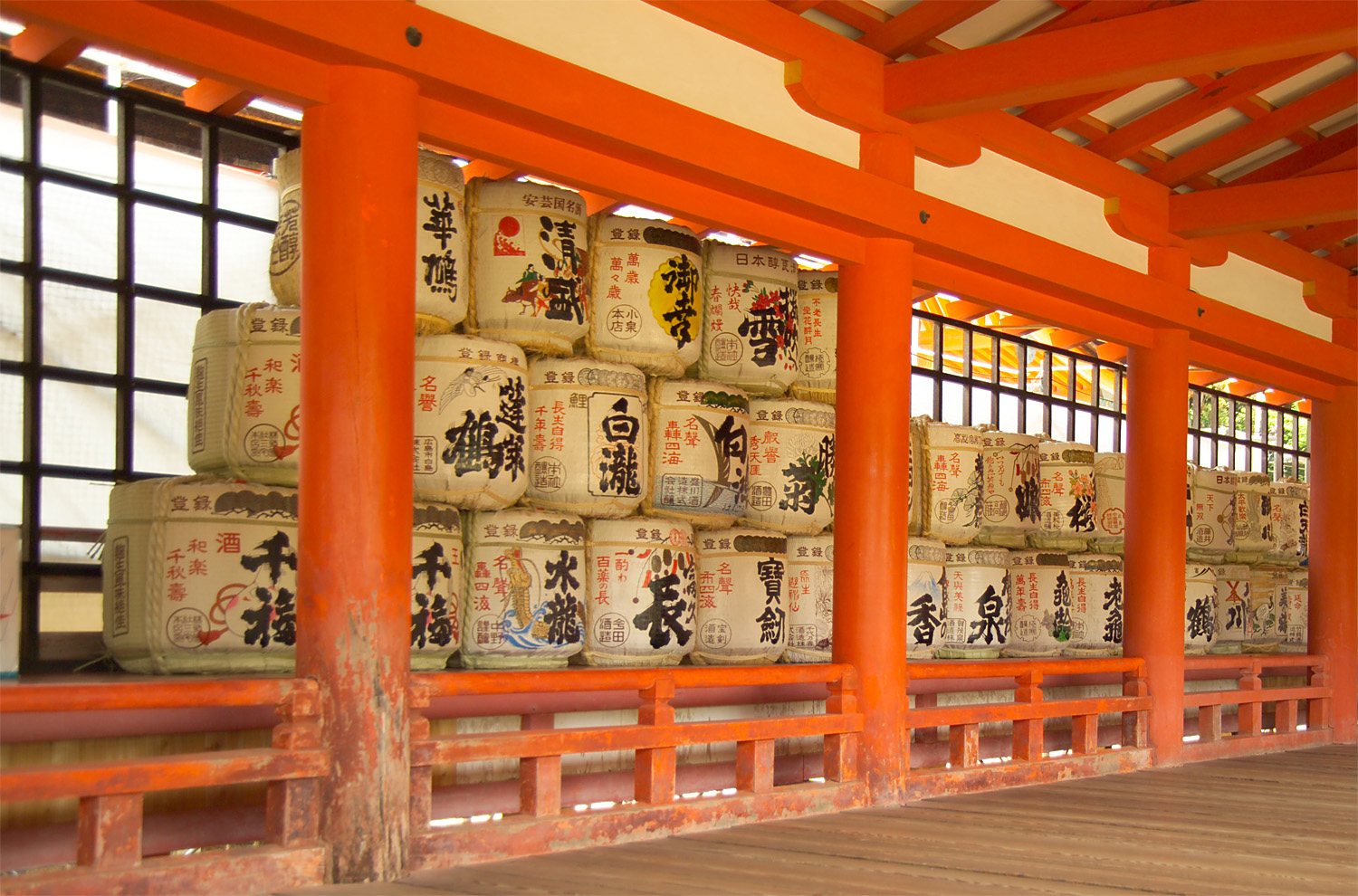
Бочки саке, піднесені святилищу Іцукусіма

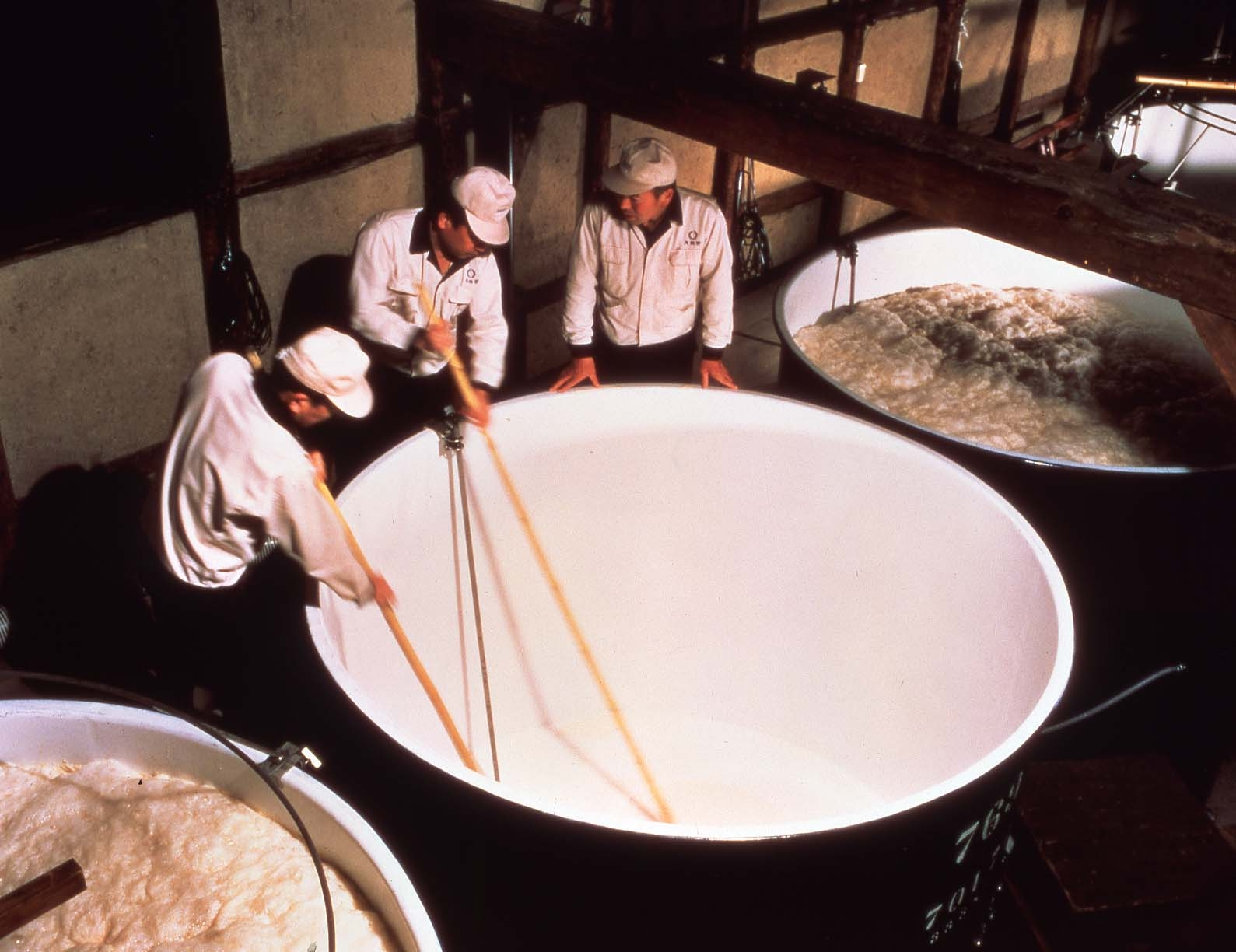
Сучасні сакевари

Сакая (яп. 酒屋, さかや, «сакеварня») — різновид підприємств або підприємців у Японії 13 — 19 століття, які займалися виготовленням і продажем саке.

## Короткі відомості
Техніка виробництва рисової браги саке була відома японцям з початку 1 століття нового літочислення. У 5 столітті вона була удосконалена китайськими ґуральниками. Це дало можливість виготовляти саке в домашніх умовах, чим одразу скористалася японська аристократія, буддистські монастирі й простолюдини.
Попри тривалу традицію виготовлення цього напою, саке стало товаром лише у 13 столітті. З'явилися перші підприємства, які займалися виготовленням рисової браги на продаж. Вони називалися сакая й утримували професійних-гуральників сакецукурі. Ці підприємства поєднували у собі функції начальницької мануфактури і корчми, і розташовувалися у великих містах, таких як Кіото і Нара. З 14 століття більшість сакая додатково займалися лихварством.
У 15 столітті сакая були обкладені високим податком, який йшов на утримання столичної аристократії та сьоґунату Муроматі. Поряд з цим відбувалося розростання сакеварної промисловості й попиту на саке. Виростали нові сакая у містах Сакаї, Нісіномія, Хіого, Міякосі, Еґава та інших. Підприємства, що виготовляли саке називалися «основними сакая», а залежні від них крамниці, де продавали саке у роздріб, — «малими сакая».
У 16 столітті з ґуральництва виокремилася професія виробників збродженого гриба, японського аспергіла, необхідного для процесу бродіння. Сакевари почали виготовляти нові види саке різної якості: густе, рідке і чисте. В цей же період сакая перестали продавати алкогольні напої у керамічних пляшках, замінивши їх малими дерев'яними відрами. Нові сакая з'явилися у містах Курасікі, Ономіті, Міхара, Мацуяма, Коя і Кокура.
Розквіт сакая припав на період Едо (1603—1867). Володіння сакеварними підприємствами перейшло з рук одного власника, зазвичай заможного купця, у руки колективу виробників. Саке стали виготовляти лише з добірного білого рису. Починаючи з 18 століття сакая масово виростали у японських селах, що свідчило про поширення культури пиття саке і зростання доходів селян.
Після реставрації Мейдзі японський уряд повів курс на реструктуризацію виробництва алкогольних напоїв. У 1871 році він ввів систему ліцензування сакая, а у 1875 році впровадив акцизний збір. У 1880 році були накладені обмеження на приватне виготовлення і продаж домашнього саке, а 1899 році обмеження були замінені забороною. Більшість традиційних сакая перетворилися на крамниці з продажу лікеро-горілчаних виробів, меншість — на модернізовані заводи з виготовлення саке.